# Guilleminite
La guilleminite è un minerale di colore giallo canarino, di tipo radioattivo.

## Origine e giacitura
Trovata in Katanga, nel giacimento cupro-cobaltifero di Musonoi.

## Forma in cui si presenta in natura
Cristallini lunghi circa 0,4 mm, di colore giallo canarino.